# Mayrègne
Mayrègne (em occitano:  Mairenha) é uma comuna francesa na região administrativa da Occitânia, no departamento francês do Alto Garona. Estende-se por uma área de 5.19 km², com 1.291 habitantes, segundo o censo de 2018, com uma densidade de 25 hab/km².